# Бек (Германия)
Бек (нем. Bäk) — община в Германии, в земле Шлезвиг-Гольштейн. 
Входит в состав района Герцогство Лауэнбург. Подчиняется управлению Лауэнбургише Зеен.  Население составляет 827 человек (на 31 декабря 2010 года). Занимает площадь 4,3 км².